# Max Allan Collins
Max Allan Collins (Muscatine, Iowa), 3 maart 1948) is een Amerikaanse schrijver van zowel fictie als non-fictie.
Zijn oeuvre bestaat uit filmrecensies, korte verhalen, liedteksten, ruilkaartensets, computerspellen alsook romans gebaseerd op films en televisieseries, waaronder Saving Private Ryan, Bones, CSI: Crime Scene Investigation, CSI: Miami, CSI: NY en Criminal Minds.

## CSI-boeken
- CSI: Dubbelblind
- CSI: Verboden vruchten
- CSI: Koudvuur
- CSI: Bewijskracht
- CSI: Hartslag
- CSI: Oud Zeer
- CSI: Teamgeest
- CSI: Slangennest
- CSI: Headhunter
- CSI: Nevada Rose
- CSI: Extreem
- De forensische wetenschap van CSI
- CSI: Miami: Vluchtgevaar
- CSI: Miami: Doelwit
- CSI: Miami: Sterfrecht
- CSI: Miami: Jachtseizoen
- CSI: Miami: Daad van terreur
- CSI: Miami: Zondvloed
- CSI: Miami: Onderstroom
- CSI: Miami: Noodweer

## Bones-boeken
- Bones - Diep begraven

## Criminal Minds-boeken
- Mindgames
- Daderprofiel
- Moordcyclus
- Moordprofiel

## Dark Angel-boeken
- Dark Angel: Before the Dawn
- Dark Angel: Skin Game
- Dark Angel: After the Dark

## Overige series
- Buffy the Vampire Slayer: Tales of the Slayer, Volume 2 (verhalenbundel)

## Filmadaptaties
- In the Line of Fire (In de Vuurlinie)
- The Mummy
- The Mummy Returns
- Saving Private Ryan
- The Scorpion King
- Waterworld
- Windtalkers (De Navajo-Code)